# Euryapsida
De Euryapsida (van het Oudgrieks εὐρύς (eurys, 'breed') en ἁψίς (apsis, 'boog', 'gewelf')) zijn een verouderde superorde van uitgestorven mariene reptielen uit het Mesozoïcum. Er werd gedacht dat reptielen in te delen waren op grond van hun slaapvensters. Oude vormen zonder zulke vensters zouden de Anapsida zijn; dan waren er de Synapsida met één venster en de Diapsida met twee vensters. Er was ook een groep die een diapside schedel hadden waarvan het onderste schedelvenster later in de evolutie weer gesloten zou zijn of waar dit zo leek doordat de beenbalk eronder verdween. Dit schedeltype werd door Edwin Harris Colbert in 1945 de euryapside schedel genoemd. De meeste van zulke euryapsiden waren mariene reptielen, dus het is redelijk om te concluderen dat de structuur van hun schedels verband hield met hun levensstijl.
Groepen die zulke schedels hadden, zijn onder andere de ichthyosauriërs, de placodonten, de nothosauriërs en de plesiosauriërs. De euryapsiden zijn echter een polyfyletisch of parafyletisch taxon dat tegenwoordig niet meer als geldig beschouwd wordt. Dat wil zeggen: de euryapsiden omvatten niet alle afstammelingen van hun meest recente gemeenschappelijke voorouder. Ze zijn dus geen natuurlijke groep. Alle vormen met een euryapside schedel stierven uit tijdens de catastrofe aan het einde van het Krijt.